# Eastern Youth
Eastern Youth, também estilizado como eastern youth, é um trio de rock alternativo japonês. Apesar de ser fortemente influenciado por Punk Rock, seu som mescla outros diferentes estilos que casam bem com a sonoridade mais agressiva, além de ser um som um tanto complexo para uma banda de apenas 3 membros. Suas letras, cantadas em japonês, expressam o desamparo dos jovens japoneses. Suas influências incluem Fugazi, Jawbreaker, Stiff Little Fingers e Discharge.

## Carreira
Eastern youth foi formado em 1988 pelos amigos de infância Hisashi Yoshino e Atsuya Tamori em Sapporo, Hokkaidō. A banda se mudou para Tóquio em 1990. em 1995, eles lançaram seu primeiro trabalho em sua própria gravadora, Sakamoto-Shoten: Kuchibue Yofuke-ni-Hibiku ("Uma Flauta de Anéis na Estrada da Meia noite"). E nos próximos 5 anos, o eastern youth se tornou uma lenda do cenário de indie rock japonês. Em 2000 tocaram nos United States pela primeira vez, aumentando sua popularidade. Continuaram sua turnê pelos EUA, muitas vezes com o apoio da banda Saddle Creek band Cursive, com quem o eastern youth fez um split em 2003, o 8 Teeth to Eat You EP.

## Membros
- Hisashi Yoshino - vocais, guitarra
- Atsuya Tamori - bateria
- Tomokazu Ninomiya - baixo

## Discografia

### Singles
- Noboru Asahi Abite (1991)
- Hadashi de Ikazaru wo Enai (1996)
- Aosugiru Sora (1997)
- Kaze no Naka (1999)
- Amazarashi nara Nureru ga Ii sa (1999)
- Kakatonaru (2001)
- Sekai ha Warehibiku Miminari no you da (2002)
- Kyousei Shiryoku 0.6 (Corrected Eyesight 0.6) (2004)
- Boiling Point 36 °C (24 de outubro de 2007)
- Akai-Inoatama Blues (6 de fevereiro de 2008)

### Álbuns
- East End Land (1989)
- Time Is Running (1990)
- For Skins and Punks EP (1991)
- Eastern Youth (1993)
- Kuchibue Yofuke-ni-Hibiku (1995)
- Koritsumuen no Hana (1997)
- Tabiji ni Kisetsu ga Moeochiru (1998)
- Kumo Inuke Koe (1999)
- Kanjusei Outouseyo (2001)
- 8 Teeth to Eat You (2002)
- Soko kara Nani ga Mieruka (What Can You See From Your Place) (2003)
- Don Quijote (2004)
- 365歩のBlues (2006)
- Blowing from the Other Side of the Earth (2007)
- Hohaba to Taiyou (2009)
- Kokoro no Soko ni Touka Tomose (2011)

### DVDs
- Sono Zanzou to Zankyouon (2001)
- Archives 1997-2001 (2004)